# Fayette County (Alabama)
Das Fayette County ist ein County im Bundesstaat Alabama der Vereinigten Staaten. Der Verwaltungssitz (County Seat) ist Fayette. Das County gehört zu den Dry Countys, was bedeutet, dass der Verkauf von Alkohol eingeschränkt oder verboten ist.

## Geographie
Das County liegt im Nordwesten von Alabama, ist im Westen etwa 50 km von Mississippi entfernt und hat eine Fläche von 1630 Quadratkilometern, wovon vier Quadratkilometer Wasserfläche sind. Es grenzt im Uhrzeigersinn an folgende Countys: Marion County, Walker County, Tuscaloosa County, Pickens County und Lamar County.

## Geschichte
Die erste Siedlung im Bereich des heutigen County Seats trug ursprünglich den Namen LaFayette und wurde im Januar 1821 als selbständige Gebietskörperschaft inkorporiert, wobei sich der Name zu Fayette Court House änderte. Fayette County wurde am 20. Dezember 1824 auf Beschluss der State Legislature aus Teilen des Tuscaloosa und Marion Countys gebildet. Benannt wurde es nach General La Fayette, der im Amerikanischen Unabhängigkeitskrieg unter George Washington diente und einer der führenden Politiker Frankreichs in der Frühphase der Französischen Revolution war. Fayette bereiste zur Zeit der anstehenden Benennung zudem gerade die Vereinigten Staaten.
Im 19. Jahrhundert war das County vor allem landwirtschaftlich durch den Anbau von Baumwolle und Mais geprägt. Im Jahr 1887 erreichte die Georgia Pacific Railway, die Atlanta mit Greeneville verband, die Gegend. Das Eisenbahnnetz ging einige Zeit später in den Besitz der Southern Railway über. Heute werden im Fayette County neben Mais und Baumwolle vor allem Sojabohnen produziert. Des Weiteren sind Hersteller für Bekleidung, Latex, Parkettböden und Fertighäuser sowie Holzindustrie ansässig.
Im Jahr 1911 wurde das heutige Courthouse erbaut. Im April 2011 starben bei einem Tornado Outbreak, der den amerikanischen Südosten mit historisch einmaliger Stärke traf, vier Menschen in Berry.
Drei Bauwerke und Stätten im County sind im National Register of Historic Places (NRHP) eingetragen (Stand 2. April 2020), der Fayette County Courthouse District, das John Clifford Grimsley House und das Edward Rose House.

## Demographische Daten

Alterspyramide des Fayette County

Nach der Volkszählung im Jahr 2000 lebten im Fayette County 18.495 Menschen. Davon wohnten 340 Personen in Sammelunterkünften, die anderen Einwohner lebten in 7.493 Haushalten und 5.342 Familien. Die Bevölkerungsdichte betrug 11 Einwohner pro Quadratkilometer. Ethnisch betrachtet setzte sich die Bevölkerung zusammen aus 86,92 Prozent Weißen, 11,93 Prozent Afroamerikanern, 0,21 Prozent amerikanischen Ureinwohnern, 0,15 Prozent Asiaten, 0,01 Prozent Bewohnern aus dem pazifischen Inselraum und 0,27 Prozent aus anderen ethnischen Gruppen; 0,51 Prozent stammten von zwei oder mehr Ethnien ab. 0,82 Prozent der Bevölkerung waren spanischer oder lateinamerikanischer Abstammung.
Von den 7.493 Haushalten hatten 30,8 Prozent Kinder und Jugendliche unter 18 Jahren, die bei ihnen lebten. In 57,3 Prozent lebten verheiratete, zusammen lebende Paare, 10,6 Prozent waren allein erziehende Mütter, 28,7 Prozent waren keine Familien, 26,6 Prozent aller Haushalte waren Singlehaushalte und in 13,5 Prozent lebten Menschen im Alter von 65 Jahren oder darüber. Die Durchschnittshaushaltsgröße betrug 2,42 und die durchschnittliche Familiengröße betrug 2,92 Personen.
23,9 Prozent der Bevölkerung waren unter 18 Jahre alt, 8,2 Prozent zwischen 18 und 24, 26,5 Prozent zwischen 25 und 44, 25,3 Prozent zwischen 45 und 64 und 16,1 Prozent waren 65 Jahre oder älter. Das Durchschnittsalter betrug 39 Jahre. Auf 100 weibliche Personen kamen 93,5 männliche Personen und auf Frauen im Alter von 18 Jahren und darüber kamen 89,6 Männer.
Das jährliche Durchschnittseinkommen eines Haushalts betrug 28.539 USD, das Durchschnittseinkommen einer Familie 35.291 USD. Männer hatten ein Durchschnittseinkommen von 29.239 USD, Frauen 20.606 USD. Das Prokopfeinkommen betrug 14.439 USD. 13,1 Prozent der Familien und 17,3 Prozent der Einwohner lebten unterhalb der Armutsgrenze.

## Orte im Fayette County
- Alta
- Bankston
- Bazemore
- Belk
- Berry
- Bluff
- Bobo
- Boley Springs
- Cedar Hill
- Cleveland
- Covin
- Fayette
- Fowlers Crossroads
- Glen Allen
- Howard
- Hubbertville
- Mount Vernon
- Newtonville
- Pea Ridge
- Rossland City
- Salem
- Stough
- Studdards Crossroads
- Winfield